# أم اللولو (المفرق)
أم اللولو منطقة سكنية تقع في لواء قصبة المفرق، محافظة المفرق في الأردن. تنتمي المنطقة لقضاء المنشية الذي يضم 3 مناطق. يقدر عدد سكانها بـ 635 نسمة حسب إحصاء 2015.

## وصلات الخارجية
- دائرة الاحصاءات العامة